# Colona poilanei
Colona poilanei är en malvaväxtart som beskrevs av François Gagnepain. Colona poilanei ingår i släktet Colona och familjen malvaväxter. Inga underarter finns listade i Catalogue of Life.